# Hafez Haidar
Hafez Haidar (Baalbeck, 25 maggio 1953) è un arabista, scrittore e traduttore libanese naturalizzato italiano.
Accademico emerito, presidente di diversi comitati per i diritti umani, Cavaliere della Repubblica Italiana e direttore generale internazionale della Camerata dei Poeti di Firenze, è tra i principali curatori e traduttori in italiano dell'opera di Khalil Gibran.

## Biografia
Ha studiato Filosofia greca ed araba all’Università di Beirut, si è poi trasferito in Italia dove ha studiato per alcuni mesi all’Università di Perugia e si è laureato all’Università degli studi di Milano in Lettere moderne, specializzandosi in Archivistica, Paleografia e Diplomatica.
Nel 1986 ha abbandonato la carriera diplomatica per dedicarsi all’insegnamento e alla scrittura. È insegnante presso l’Università di Pavia e ha tenuto lezioni anche presso l'Università della Terza Età di Milano e di Cesano Maderno e presso l’Accademia della Guardia di Finanza di Bergamo. Ha pubblicato libri di saggistica e di narrativa, e ha tradotto in italiano diverse opere del poeta Khalil Gibran e in arabo i libri di Oriana Fallaci.
Di notevole cura la sua traduzione del 2001 de Le mille e una notte, pubblicata dall'editore Mondadori.
Nel 2002 è stato insignito del Premio letterario Basilicata, sezione Letteratura spirituale e Poesia religiosa. 
Nel 2006 è stato insignito del Premio internazionale Sorrento nel Mondo. 
Nel 2007 ha ricevuto dalla Regione Puglia il Premio al Dialogo - Tre volte Dio, ed è stato insignito del premio alla carriera Penisola Sorrentina - San Fele d’Oro, sezione Narrativa.
Nel corso dello stesso anno, diventa celebre per la frase "Giù il cappuccio!", appellata a un giovane ragazzo di origine etiope. 
Nel 2008 ha ricevuto il Premio della cultura e narrativa dall’Unione nazionale degli scrittori della Lombardia. Lo stesso anno è stato insignito del prestigioso premio Accademico Cesare Angelini Speciale dell'Università di Pavia. 
Nel 2009 ha vinto il Premio letterario internazionale Associazione chiese storiche, per la narrativa edita.
Nel 2012 ha ottenuto il Premio per la Cultura IPLAC.
Nel 2014 ha ricevuto il titolo di Cavaliere dell’Ordine al Merito della Repubblica italiana per il dialogo tra Oriente e Occidente.
Il suo nome è inserito nel Dizionario comparato delle religioni monoteistiche (Piemme Edizioni) come uno dei maggiori studiosi delle religioni del Libro a livello mondiale.

## Opere (elenco non esaustivo)
- La letteratura araba. Dalle origini all'età degli Abbasidi, Milano, Rizzoli, 1995. ISBN 9788817112062
- Il custode del Corano, Milano, Piemme, 2006. ISBN 9788838473999
- Come sigillo sul tuo cuore. Le storie d'amore nella Bibbia e nel Corano, Milano, Piemme, 2006. ISBN 9788838410727
- Le donne che amavano Maometto, Milano, Piemme, 2007. ISBN 9788838471209
- Il viaggio notturno del Profeta, Milano, Piemme, 2008. ISBN 9788838499289
- La prediletta del Profeta, Milano, Piemme, 2010. ISBN 9788856605297
- Le mille e una notte, Roma, Helicon, 2014. ISBN 9788864662855
- Il complotto delle donne di Maometto, Martinsicuro, Di Felice, 2014. ISBN 9788897726487
- L'ultimo profeta. Gibran nel mio cuore, Pescara, Tracce, 2014. ISBN 9788874339914
- Il nuovo profeta, Roma, Helicon, 2017. ISBN 9788864664576
- Lezioni di Pace. Il Corano, l'Islam e il terrorismo spiegato ai miei allievi, Reggio Emilia, Imprimatur, 2017. ISBN 9788868306229
- La voce del profeta, Guidonia, Aletti Editore, 2020. ISBN 9788859164838

### Curatele e traduzioni
- Khalil Gibran, Le ali spezzate, Milano, BUR Rizzoli, 1993.
- Abd Allāh ibn al-Muqaffà, Le fiabe arabe, Milano, Rusconi, 1993.
- Khalil Gibran, Le ninfe della valle, Milano, TEA, 1994.
- Omar Khayyâm, Quartine, Milano, Rizzoli, 1997
- Khalil Gibran, La città del mistero, Milano, Mondadori, 1998.
- Khalil Gibran, Il figlio dei cedri, Milano, Mondadori, 1998.
- Khalil Gibran, Quando l’amore chiama, seguilo, Milano, Piemme, 1999.
- Sinbad e il falco sapiente, Milano, Mondadori, 1999.
- Dove nasce l'amore. 100 racconti per arrivare al cuore, Milano, Piemme, 2001.
- Le mille e una notte, Milano, Mondadori, 2001.
- Khalil Gibran, La notte ti parlerò d’amore, Milano, Piemme, 2007.
- Maometto e i diamanti del Corano. Storie di saggezza e detti del profeta, Milano, Mondadori, 2007.
- Khalil Gibran, Come fiori nella polvere, Milano, Piemme, 2010.
- Khalil Gibran, Donne che urlano senza essere ascoltate, Reggio Emilia, Imprimatur, 2016.